# یوشیو کیتاجیما
یوشیو کیتاجیما (ژاپنی: 北島 義生؛ زادهٔ ۲۹ اکتبر ۱۹۷۵) یک بازیکن فوتبال اهل ژاپن است.
از باشگاه‌هایی که در آن بازی کرده‌است می‌توان به باشگاه فوتبال اوئیتا ترینیتا، باشگاه فوتبال میتو هولیهوک، باشگاه فوتبال ونتفورت کوفو و باشگاه فوتبال شونان بلمار اشاره کرد.